# Stanisław Godycki-Ćwirko
Stanisław Godycki–Ćwirko (ur. 13 października 1893 w Aleksandrowie, zm. na wiosnę 1940 w Katyniu) – major piechoty Wojska Polskiego, ofiara zbrodni katyńskiej.

## Życiorys
Stanisław Godycki-Ćwirko urodził się 13 października 1893 roku w Aleksandrowie, w pow. słonimskim, ówczesnej guberni grodzieńskiej, w rodzinie Ignacego i Michaliny.
We wrześniu 1914 r. powołany do armii rosyjskiej. Po ukończeniu w 1915 r. Szkoły Podchorążych w Tyflisie skierowany na front. W grudniu 1917 r. wstąpił do I Korpusu Polskiego gen. Dowbor-Muśnickiego. Awansował do stopnia podporucznika. Brał udział w walkach z oddziałami bolszewickimi. W 1919 r. dostał się do niewoli; uwolniły go oddziały WP zdobywając Mińsk.
Będąc porucznikiem 21 Warszawskiego pułku piechoty brał udział w wojnie polsko-bolszewickiej. 26 marca 1921 roku za udział w walkach pułku odznaczony m.in. Orderem Virtuti Militari. 21 grudnia 1920 roku został zatwierdzony z dniem 1 kwietnia 1920 roku w stopniu porucznika, w piechocie, w grupie oficerów „byłych Korpusów Wschodnich i byłej armii rosyjskiej”. Był w listopadzie 1923 roku na stanowisku dowódcy 3 kompanii 21 Warszawskiego pułku piechoty w Warszawie.
14 stycznia 1926 roku został przeniesiony do Korpusu Ochrony Pogranicza. 7 lutego 1926 roku przybył do 11 batalionu granicznego w Ostrogu. 25 marca 1926 roku został przeniesiony do formowanego 24 batalionu KOP w Sejnach. Zatwierdzony 22 marca 1926 roku jako kwatermistrz w składzie komisji gospodarczej. 29 września 1927 roku został przeniesiony do 29 batalionu odwodowego w Suwałkach. W grudniu 1927 roku został czasowo oddelegowany do dowództwa 6 Półbrygady Ochrony Pogranicza w Grodnie. 18 lutego 1928 roku awansował na majora ze starszeństwem z dniem 1 stycznia 1928 roku i 156. lokatą w korpusie oficerów piechoty. 2 lipca 1928 roku został przesunięty ze stanowiska dowódcy kompanii granicznej „Filipów” na kwatermistrza batalionu. 
20 marca 1931 roku został przeniesiony z KOP do 33 pułku piechoty w Łomży na stanowisko dowódcy batalionu. W listopadzie 1932 roku został przesunięty ze stanowiska dowódcy batalionu na stanowisko obwodowego komendanta przysposobienia wojskowego. 31 sierpnia 1935 roku ogłoszono jego przeniesienie do Powiatowej Komendy Uzupełnień Dubno na stanowisko komendanta. 1 września 1938 roku dowodzona przez niego jednostka została przemianowana na Komendę Rejonu Uzupełnień Dubno, a zajmowane przez niego stanowisko otrzymało nazwę „komendant rejonu uzupełnień”.
W czasie kampanii wrześniowej dostał się do niewoli radzieckiej. Przebywał w obozie w Kozielsku. Wiosną 1940 roku został zamordowany przez funkcjonariuszy NKWD w Katyniu i tam pogrzebany. Od 28 lipca 2000 roku spoczywa na Polskim Cmentarzu Wojennym w Katyniu.
5 października 2007 roku Minister Obrony Narodowej Aleksander Szczygło mianował go pośmiertnie do stopnia podpułkownika. Awans został ogłoszony 9 listopada 2007 roku w Warszawie, w trakcie uroczystości „Katyń Pamiętamy – Uczcijmy Pamięć Bohaterów”.

## Ordery i odznaczenia
- Krzyż Srebrny Orderu Wojennego Virtuti Militari nr 1299
- Medal Pamiątkowy za Wojnę 1918–1921 (24 września 1928)
- Medal 10 Rocznicy Wojny Niepodległościowej (Łotwa)[11]